# Gyrocoupole-rotonde décagonale
Pour les articles homonymes, voir J33.
En géométrie, l'orthocoupole-rotonde décagonale est un des solides de Johnson (J32). Comme son nom l'indique, il peut être construit en joignant une coupole décagonale (J5) et une rotonde décagonale (J6) par leurs bases décagonales, en faisant coïncider les faces identiques. Une rotation de 36 degrés opérée sur une des moitiés avant la jonction donne une gyrocoupole-rotonde pentagonale (J33).
Les 92 solides de Johnson ont été nommés et décrits par Norman Johnson en 1966.